# 高地縣 (佛羅里達州)
高地縣（英語：Highlands County）是美国佛罗里达州中部的一個县，根据2020年美国人口普查数据，该县总人口为101,235人，县治和最大城市为锡布灵。高地县的总面积为1,106平方英里（约2,860平方公里），其中陆地面积为1,017平方英里（约2,630平方公里），水域面积占89平方英里（约230平方公里），占总面积的8.1%。高地县是锡布灵大都市统计区（Sebring, FL Metropolitan Statistical Area）的一部分。该统计区最早在2003年被定义为锡布灵小都会区（μSA），后于2013年升级为大都会统计区（MSA）。2018年，该地区更名为锡布灵-埃文帕克（Sebring-Avon Park, FL MSA），但在2023年恢复原名为锡布灵大都会统计区。
高地县成立于1921年4月23日，与夏洛特县、沼泽县和哈迪县同时从德索托县分出而独立。高地县因其地势起伏的高地而得名，境内分布着众多湖泊和湿地。高地县四季温暖，属亚热带气候，适宜农业生产。长期以来，高地县以畜牧业和柑橘种植业闻名，特别是牛肉产业和柑橘种植在佛罗里达州经济中占据重要地位。目前，该县的主要产业涵盖农业、航空业、医疗保健、制造业和旅游业，其中农业仍然是经济的支柱产业，全县超过三分之二的土地用于农作物种植或畜牧业。高地县最著名的地标之一是锡布灵国际赛道，该赛车赛道是世界著名的耐力赛道之一，每年举办的锡布灵12小时耐力赛吸引着全球赛车爱好者。
高地县地处佛罗里达腹地，几乎等距于坦帕、奥兰多、萨拉索塔、迈尔斯堡、那不勒斯和西棕榈滩等主要城市。周边毗邻的县包括东北方向的奥西欧拉县、东部的奥基乔比县、南部的沼泽县、西南方向的夏洛特县、西部的德索托县和哈迪县，以及北部的波尔克县。